# Bronsfiguren
Bronsfiguren (franska: La Bronze) är en oljemålning av den franske konstnären Henri Matisse. Målningen är daterad 1908 och signerad "Henri Matisse" i nedre högerhörn. Den ingår sedan 1934 i Nasjonalmuseets samlingar i Oslo.
Målningen kan sägas vara såväl ett stilleben som interiörmålning. Den visar en liggande bronsstaty bakom ett bord med en blå kanna fylld med röda nejlikor. I bakgrunden skymtar den nedre delen av en skärm vilket indikerar att bilden skildrar konstnärens ateljé. Matisse verkade även som skulptör; de flesta skulpturerna tillkom under 1900-talets första decennium. Ibland inspirerades han direkt av sina egna skulpturer vid utförandet av målningar. Bildens huvudmotiv är bronsskulpturen Liggande modell I (Aurora) från 1907 som återfinns i ett flertal av hans målningar. Motivet – en liggande naken kvinna med utsträckt armbåge och handen vilande på huvudet – förekommer första gången redan 1904 i målningen Luxe, calme et volupté. Den återkommer senare i bland annat Livsglädjen (1906),  Blå akt (minne av Biskra) (1907) och Guldfiskarna (1912). Med sin klara färgfältsuppdelning, häftiga penselföring och djärva förenklingarna är målningen typisk för Matisses fauvistiska period. 

## Bildgalleri

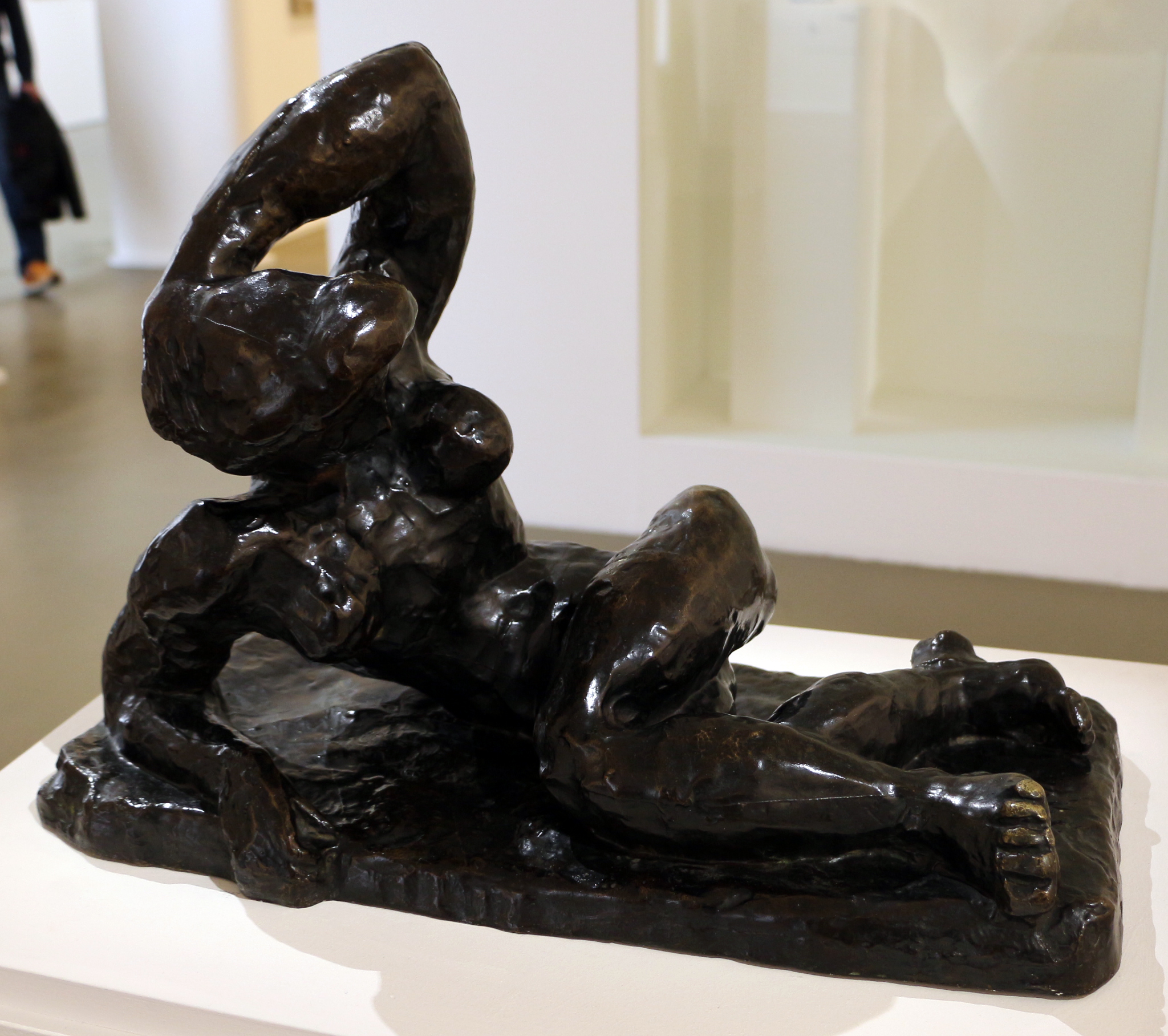
Liggande modell I (Aurora) (1907), Centre Georges Pompidou.
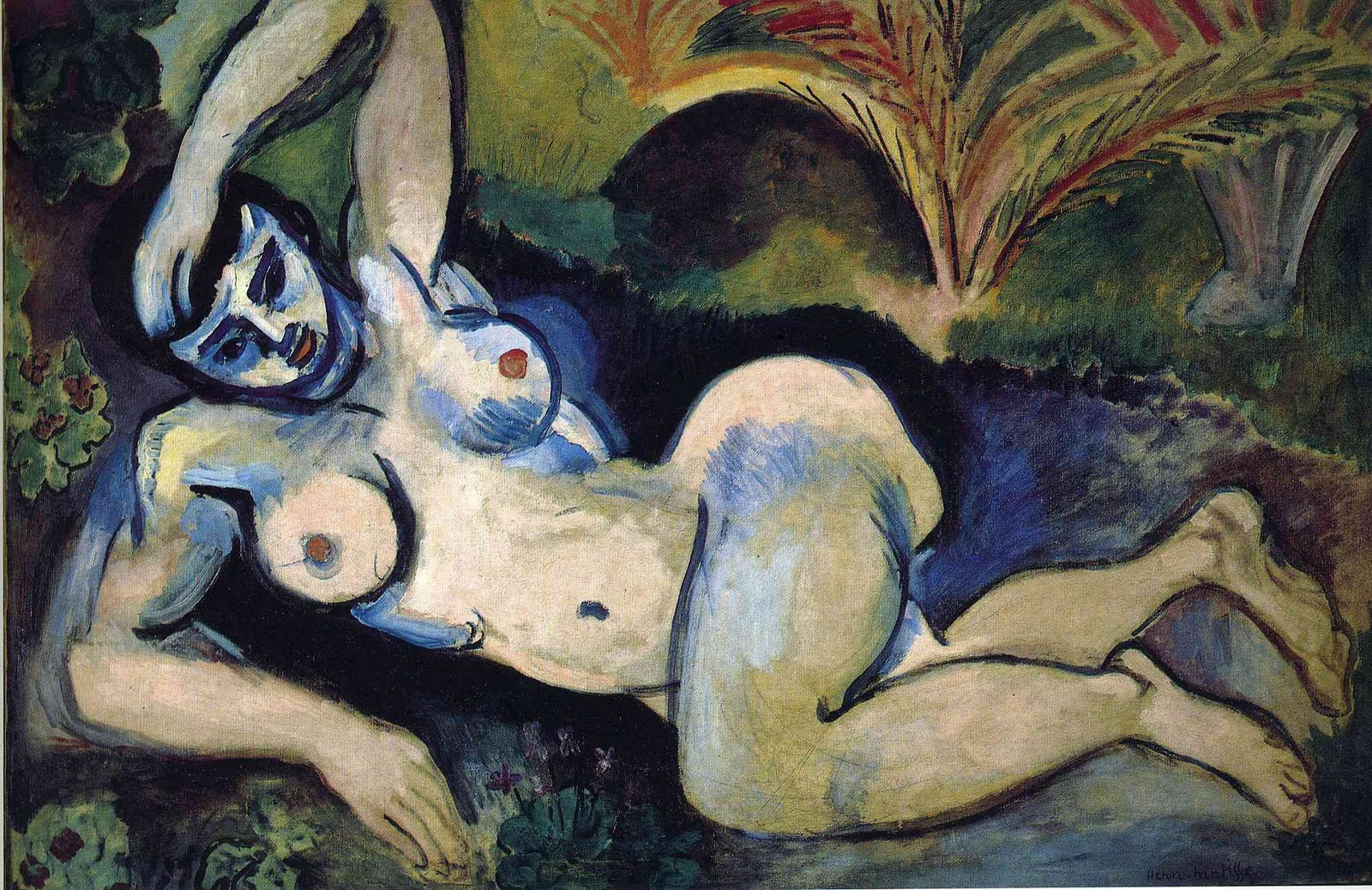
Blå akt (minne av Biskra) (1907), Baltimore Museum of Art.
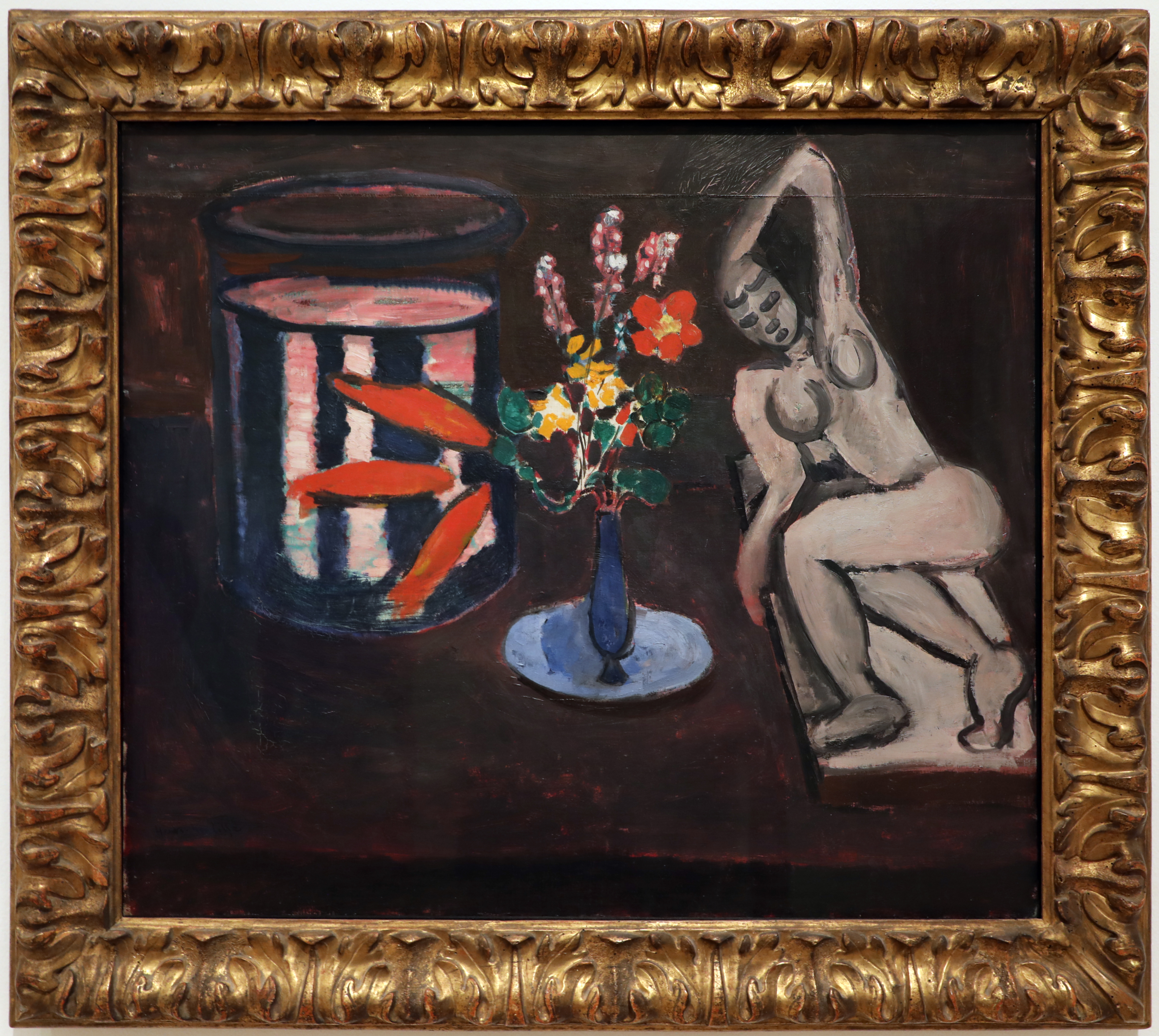
Guldfiskarna (1912), Statens Museum for Kunst.